# Kvarnsjön (Färnebo socken, Värmland)
Kvarnsjön är en sjö i Filipstads kommun och Hagfors kommun i Värmland och ingår i Göta älvs huvudavrinningsområde. Sjön är 16 meter djup, har en yta på 0,235 kvadratkilometer och är belägen 265,3 meter över havet. Sjön avvattnas av vattendraget Svartån (Älgsjöbäcken). Vid provfiske har abborre, mört och siklöja fångats i sjön.

## Delavrinningsområde
Kvarnsjön ingår i det delavrinningsområde (664010-139277) som SMHI kallar för Utloppet av Kvarnsjön. Medelhöjden är 283 meter över havet och ytan är 1,82 kvadratkilometer. Det finns ett avrinningsområde uppströms, och räknas det in blir den ackumulerade arean 24,79 kvadratkilometer. Svartån (Älgsjöbäcken) som avvattnar avrinningsområdet har biflödesordning 3, vilket innebär att vattnet flödar genom totalt 3 vattendrag innan det når havet efter 396 kilometer. Avrinningsområdet består mestadels av skog (58 procent). Avrinningsområdet har 0,35 kvadratkilometer vattenytor vilket ger det en sjöprocent på 19,5 procent.